# Wishing (If I Had a Photograph of You)
"Wishing (If I Had a Photograph of You)" es el primer sencillo oficial del álbum Listen de la banda británica de new wave A Flock of Seagulls.

## Antecedentes
La canción ejemplifica la "soledad espaciada del synth-pop" y el anhelo de amantes imaginarios y ausentes, y se destaca por su capa de relleno de sintetizador estilo Wall of Sound: una "canción hipnótica de múltiples capas", según AllMusic.
Según el cantante Mike Score, "Wishing" se basó en una persona real. Al recordar la experiencia con esta persona, dijo: "Era la víspera del primer viaje que hicimos a América y había conocido a una chica. Salimos a pasar la noche y no quería olvidarla. Entonces le dije: 'Nos vamos de gira y volveré. Me gustaría conseguir una fotografía tuya, si pudiera conseguirla'. Y ella dijo: 'No, porque vas a llegar a ser famoso y me olvidarás'".

## Lista de canciones
| 7" Jive 25 (UK) – 1982 |                                            |          |  |
| N.º                    | Título                                     | Duración |  |
| 1.                     | «"Wishing (If I Had a Photograph of You)"» | 4:00     |  |
| 2.                     | «"Committed"»                              | 2:50     |  |

| 12" Jive T25 (UK) – 1982 |                                                            |          |  |
| N.º                      | Título                                                     | Duración |  |
| 1.                       | «"Wishing (If I Had a Photograph of You) (Long Version)"»  | 9:08     |  |
| 2.                       | «"Committed"»                                              | 5:34     |  |
| 3.                       | «"Wishing (If I Had a Photograph of You) (Short Version)"» | 4:57     |  |

| 12" Jive VJ 12014 (US) – 1982 |                                            |          |  |
| N.º                           | Título                                     | Duración |  |
| 1.                            | «"Wishing (If I Had a Photograph of You)"» | 6:03     |  |
| 2.                            | «"The Flight of Yuri Gagarin"»             | 7:03     |  |
| 3.                            | «"Rosenmontag"»                            | 8:01     |  |
| 4.                            | «"Committed (Extended Version)"»           | 5:34     |  |

| CD August Day 41 (UK) – 2019 |                                                                              |          |  |
| N.º                          | Título                                                                       | Duración |  |
| 1.                           | «"Wishing (If I Had a Photograph of You) [Extended Remix]"»                  | 8:34     |  |
| 2.                           | «"Wishing (If I Had a Photograph of You) [Ilya Santana Remix]"»              | 6:08     |  |
| 3.                           | «"Wishing (If I Had a Photograph of You) [Soda Pimps Remix]"»                | 4:06     |  |
| 4.                           | «"Wishing (If I Had a Photograph of You) [Chris Coco Dub]"»                  | 6:52     |  |
| 5.                           | «"Wishing (If I Had a Photograph of You) [Extended Instrumental]"»           | 8:34     |  |
| 6.                           | «"Wishing (If I Had a Photograph of You) [Ilya Santana Instrumental Remix]"» | 6:08     |  |
| 7.                           | «"Wishing (If I Had a Photograph of You) [Orchestral Version]"»              | 5:32     |  |

## Posicionamiento en listas
A diferencia del éxito de 1982 de la banda "I Ran (So Far Away)", en gran parte un éxito en Estados Unidos y Australia, "Wishing" tuvo un gran desempeño en el país de origen de la banda, el Reino Unido, y alcanzó el top 10 de la lista de sencillos del Reino Unido; en Estados Unidos, alcanzó el top 30 en el Billboard Hot 100 a mediados de 1983. Fue popular en Sudáfrica, alcanzando el puesto número 8.
| Listas (1982 - 1983)                | Mejór Posición |
| ----------------------------------- | -------------- |
| Australian Kent Report              | 46             |
| Canada Top Singles (RPM)            | 10             |
| France (SNEP)                       | 1              |
| Germany Singles Chart               | 37             |
| Irish Singles Chart                 | 6              |
| New Zealand RIANZ Singles Chart     | 33             |
| South African Singles Chart         | 8              |
| UK Singles Chart                    | 10             |
| US Billboard Hot 100                | 26             |
| US Billboard Mainstream Rock Tracks | 3              |
| US Billboard Hot Dance Club Play    | 26             |
| US Cash Box Top 100                 | 35             |

| Listas (1983)            | Posición |
| ------------------------ | -------- |
| Canada Top Singles (RPM) | 82       |